# Saint-Agnan (Aisne)
Saint-Agnan é uma ex-comuna francesa na região administrativa de Altos da França, no departamento de Aisne. Estendeu-se por uma área de 8,07 km². Em 2010 a comuna tinha 101 habitantes (densidade: 12,5 hab./km²).
Em 1 de janeiro de 2016 foi fundida com as comunas de Baulne-en-Brie e La Chapelle-Monthodon para a criação da nova comuna de Vallées-en-Champagne.